# 河原町 (鳥取県)
河原町（かわはらちょう）は、かつて鳥取県の東部に存在した町である。八頭郡に属した。大国主の妻の一人である八上姫の出身地として知られ、またアユの町としても知られていた。本項では町制前の名称である河原村（かわはらそん）についても述べる。
2004年（平成16年）11月1日に鳥取市に編入合併し、町域は鳥取市河原町となった。

## 地理
町の中心地で千代川と八東川が合流する。
- 河川：千代川、八東川

## 歴史
- 1893年（明治26年）12月1日 - 八上郡三保村・久長村が合併して河原村が発足。
- 1896年（明治29年）3月29日 - 河原村の所属郡が八頭郡に変更。
- 1926年（大正15年）7月1日 - 河原村が町制施行して河原町となる。
- 1955年（昭和30年）3月28日 - 八上村・散岐村・国英村・西郷村と合併し、改めて河原町が発足。
- 2004年（平成16年）11月1日 - 鳥取市に編入[1]。同日河原町廃止。

## 教育
- 中学校
  - 河原町立河原中学校（現・鳥取市立河原中学校）
- 小学校
  - 河原町立河原第一小学校（現・鳥取市立河原第一小学校）
  - 河原町立西郷小学校（現・鳥取市立西郷小学校）
  - 河原町立散岐小学校（現・鳥取市立散岐小学校）

## 交通

### 鉄道
河原駅は郡家町（現・八頭町）の境界付近にあり、河原町内には位置していない。
- 西日本旅客鉄道（JR西日本）
  - 因美線：（郡家町） - 国英駅 - （用瀬町）

### 道路
- 高速道路（2009年3月14日に開通）
  - 鳥取自動車道：河原インターチェンジ、鳥取南インターチェンジ
- 一般国道
  - 国道53号（国道373号重複）
- 県道
  - 鳥取県道32号郡家鹿野気高線
  - 鳥取県道49号鳥取河原用瀬線
  - 鳥取県道195号鷹狩渡一木線
  - 鳥取県道196号杣小屋曳田線
  - 鳥取県道214号国英停車場線
  - 鳥取県道231号本鹿高福線
  - 鳥取県道232号八日市釜口線
  - 鳥取県道287号河原郡家線
  - 鳥取県道324号河原インター線
- 道の駅
  - 道の駅清流茶屋 かわはら

## 出身人物
- 下田光造（医学者、精神科医） - 鳥大・九大名誉教授。我が国の精神医学界に大きな足跡を残した。
- 下田勘次（政治家）
- 田中信義（実業家、政治家）
- 上原準三（弁護士、政治家） - 元米子市教育委員長
- 谷尾昂也（サッカー選手、FC神楽しまね所属）
- 前田昭博（陶芸家、白磁作家）
- 下田麻美（声優）

## 名所・旧跡・観光スポット・祭事・催事

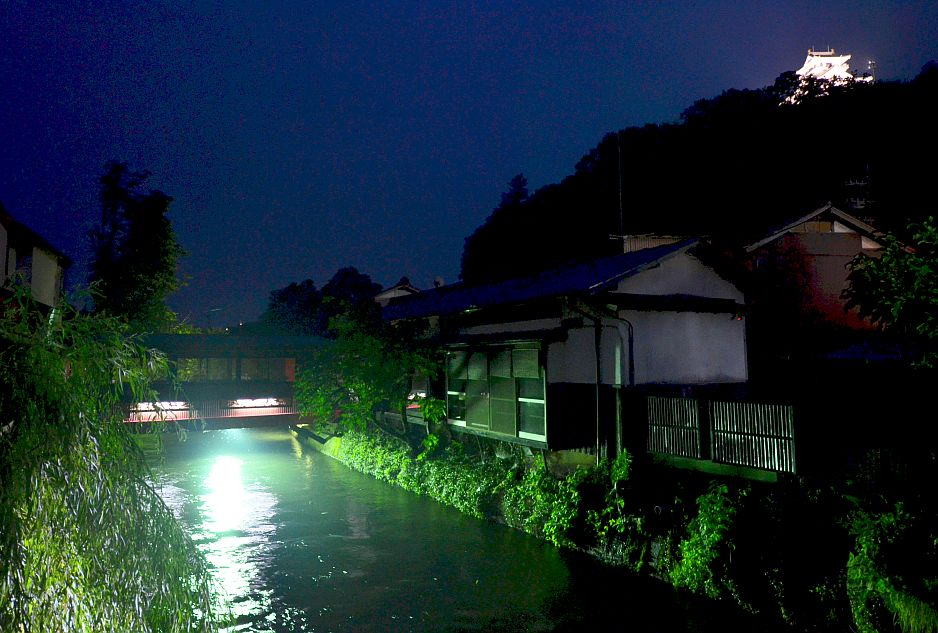
ライトアップされる河原城

- 河原城
- 河原湯谷温泉

・あゆ祭り